# Kvigharufjärden
Kvigharufjärden är en fjärd i Finland. Det ligger i Pargas stad i landskapet Egentliga Finland, i den sydvästra delen av landet, 200 km väster om huvudstaden Helsingfors.